# Лер (район)
Лер (нем. и н.-нем. Leer, в.-фриз. Lier) — район в Германии. Центр района — город Лер. Район входит в землю Нижняя Саксония. Занимает площадь 1086,05 км². Население — 165 056 чел. Плотность населения — 152 человека/км².
Официальный код района — 03 4 57.
Район подразделяется на 19 общин.

## Города и общины
1. Боркум (5 513)
2. Бунде (7 555)
3. Йемгум (3 712)
4. Лер (33 838)
5. Мормерланд (22 335)
6. Остраудерфен (10 708)
7. Раудерфен (17 281)
8. Упленген (11 355)
9. Венер (15 602)
10. Вестоферлединген (20 098)

Управление Хезель
1. Бринкум (643)
2. Фиррель (811)
3. Хезель (4 132)
4. Хольтланд (2 255)
5. Нойкамперфен (1 639)
6. Шверинсдорф (762)

Управление Юмме
1. Детерн (2 639)
2. Фильзум (2 134)
3. Нортмор (1 656)